# Spekeröds kyrka
Spekeröds kyrka är en kyrkobyggnad i Stenungsunds kommun. Den tillhör sedan 2011 Spekeröd-Ucklums församling (tidigare Spekeröds församling) i Göteborgs stift.  

## Kyrkobyggnaden
Kyrkans tillkomst beräknas till 1180-1219 beroende på källmaterial och på datering av dopfunten.

### Långhusets exteriör
Spekeröds kyrka är en salkyrka med långhus i korsform (det vill säga med tvärskepp), byggd i öst-västlig riktning, med tresidigt (polygonalt) kor i öster. I vinkeln mellan norra korsarmen och koret i öster finns en lägre tillbyggd sakristia.
Större delen av kyrkans väggar, utom tornet som är byggt i trä, består av ett murverk uppfört i natursten (långhuset i väster samt koret) och i tegel (korsarmar och sakristia). Medeltida murverk finns i långhusets västra del, 1700-talsmurverk i koret, medan korsarmarna och sakristian är från 1905. I det nordvästra hörnet, mellan korsarm och långhus, finns en låg kopparklädd utbyggnad (lägre än fönsterbänkarna) som innehåller nedgången till pannrummet.
Fasaderna, uppförda både av natursten och tegel, är spritputsade i vitt. Nederst har fasaderna en putsad gråmålad sockel. Fönster- och dörromfattningar är liksom hörnpartierna markerade med slätare puts, till skillnad från den något skrovligare putsen på väggytorna. Dörrar, lister och karmar är gråmålade för att skilja dem från övriga väggytor.
Kyrkans har ett sadeltak, valmat över koret, täckt med röda tegelpannor. Under takfoten finns en profilerad gråmålad taklist av trä. Vindskivorna är också gråmålade. Sakristians tak är kopparklätt och dess taklist är putsad.

### Tornet
Tornet är en stolpverkskonstruktion av trä med fasader av vitmålad locklistpanel framför. I norr och söder i nedre delen finns smala höga spröjsade fönster med trekantig avslutning överst. Ett mindre sådant fönster finns också över västra torndörren. Däröver finns rombformade fönster halvvägs upp och överst fyrkantiga ljudluckor i alla väderstreck, vilka är av gråmålat trä. Tornet avslutas högst upp av en kopparklädd tornhuv med utsvängt brätte (den bredare delen), krönt av en smal spira, på vilken det finns ett förgyllt klot och däröver en förgylld vindflöjel med årtalet 1864.

### Dörrar och fönster
Huvudingången är i väster genom vapenhuset i tornets bottenvåning. Ytterdörren där är en dubbel gråmålad trädörr, klädd med diagonalställd panel. Tidigare, under första hälften av 1990-talet, fanns där en modern träfärgad dörr. Ingången skyddas av ett litet skärmtak. Entréer finns även i de båda korsarmarna under utskjutande vindfång med kopparklädda sadeltak. Portarna där är rundbågiga med rektangulära pärlspontklädda gråmålade trädörrar och har halvrunda överljusfönster ovanför dörrarna. Trapporna där är gjorda av huggen sten.
Fönstren är alla från 1905 utom de i tornet. I långhuset finns höga, rundbågiga och spröjsade gjutjärnsfönster med kanter och lister målade i rödbrunt. Solbänkarna därunder är av plåt och gråmålade. I korsarmsgavlarna finns runda rosettfönster av trä också målade i rött. Även fönstren i tornet har ramar och lister av trä, som är spröjsade och rödmålade.
Östra korfönstret är igenmurat, men fönsterrutorna utvändigt finns kvar. Detta skedde vid en restaurering 1926 då det gamla barockaltaret återigen ställdes upp i kyrkan. Detta större altare skymmer nämligen detta fönster, vilket har en glasmålning, som inte är synlig inifrån kyrkan, men kan ses utifrån vid belysning.

## Interiör

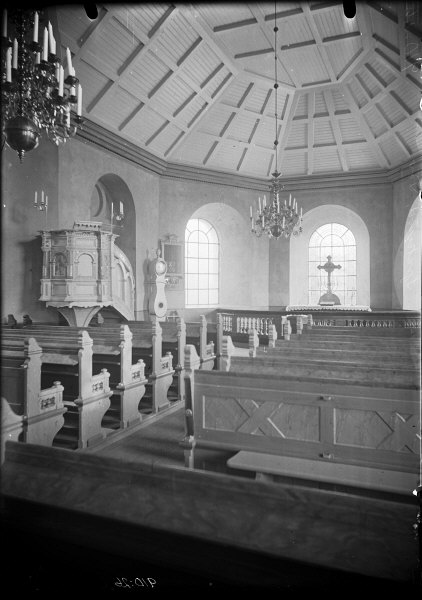
Interiör mot koret.
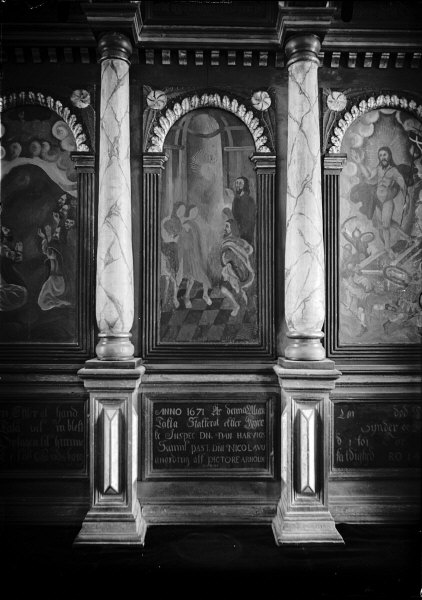
Altarets mittparti.
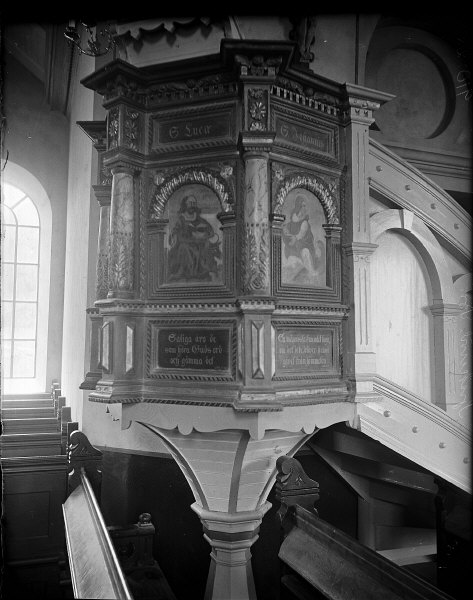
Predikstolen.
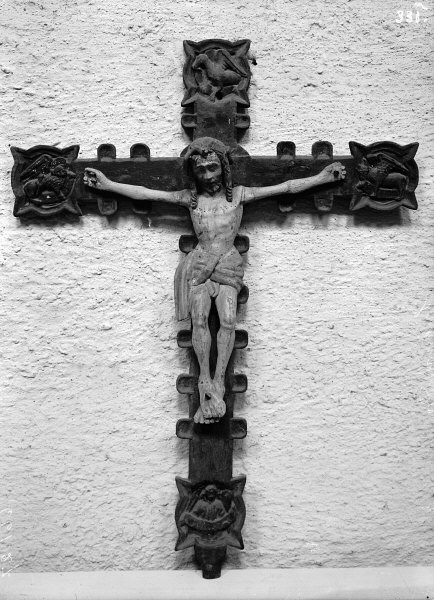
Triumfkrucifixet.
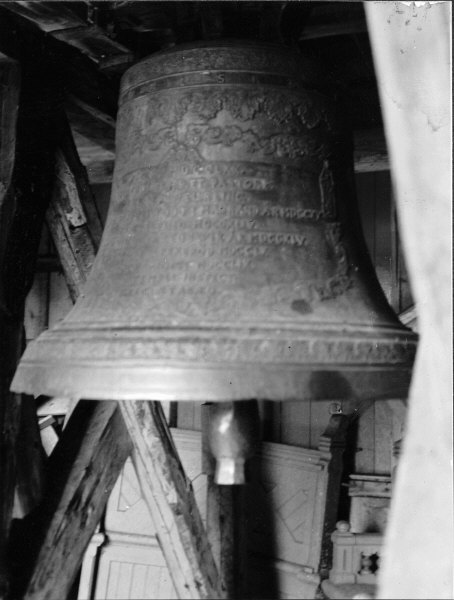
Klocka gjuten 1770.

Hela kyrkan präglas av det mäktiga kassettaket. Det är invändigt ett brutet tak (mansardtak) delat i tre ungefär lika stora delar: platt överst (med vindsvåning ovanför) och med takfall vid sidorna. Kassettaket har gråvitmålade ytor med ljusgrå bjälkar däremellan. Kyrkan präglas också av den barockinredningen från första hälften av 1600-talet i form av altartavla och predikstol. 

## Inventarier
- Dopfunten är av snidat trä från 1180-1219 enligt källmaterialet).[1]
- Triumfkrucifixet är från 1500-talet och är ett svenskt eller norskt arbete med influenser från Lübeck. Triumfbågen togs troligen bort vid ombyggnaden 1734-1745, då kor och långhus förändrades. Krucifixet är idag placerat vid östfönstren och nära koret. Det företer likheter med Hålta kyrkas krucifix och själva korset är försett med evangelistsymbolerna. Korset renoverades 1926.[3]
- Kyrkans altare och predikstol (utan ljudtak)[4] är i barock från första hälften av 1600-talet.[1] De påminner om andra bohuslänska altare och predikstolar i Norums kyrka, Kareby kyrka, Jörlanda kyrka, Tegneby kyrka med flera kyrkor i närområdet. Målningen i dem har bland annat danska flaggor med mera från tiden före freden i Roskilde 1658 och har vackra pelarsniderier.
- Till höger om altaret står ett vitmålat golvur.

### Klockor
Det finns två kyrkklockor. Storklockan har grundtonen c i fjärde oktaven och lillklockan grundtonen h i fjärde oktaven. Vid klockringning uppkommer den egenheten, att kläppen vanligen endast slår på ena sidan av klockringen på de båda klockorna. Det kan bero på kläppens konstruktion och upphängning i klockorna. Det ger ett säreget, stummare och långsammare ljud än vad som vanligtvis är fallet.

### Orgel
Orgelfasaden härstammar från någon av de tidigaste orglarna: Adolf Fredrik Petterssons orgel från 1860 eller Eskil Lundéns från 1906. Verket har bytts ut och utökats vid flera tillfällen och pipverket är heterogent med material från flera äldre orglar. Nuvarande verk är tillverkat 1981 av John Grönvall Orgelbyggeri. Den mekaniska orgeln har tjugo stämmor (varav nio från äldre orglar) fördelade på huvudverk, svällverk och pedalverk.

## Byggnadshistoria

### Medeltiden och senare ombyggnader
Kyrkan har medeltida ursprung, sannolikt 1100- eller 1200-tal (datering på grund av bland annat dopfunten, källor med mera). Den invigdes till Sankt Bartolomeus på detta helgons festdag den 24 augusti. Den omtalas också senare år 1388 som Spikkariodærs kirkia (om tolkningen av ortnamnet, se Spekeröds församling).
Kyrkan har genomgått flera förändringar och framförallt två stora ombyggnader.

### Ombyggnader under 1700-talen och 1800-talen
Den första ombyggnaden av kyrkan ägde rum 1734-1735, då det medeltida, smalare korpartiet revs och ersattes av det nuvarande tresidiga koret. Kyrkan fick då också större fönster och ett nytt eller ombyggt tak.
År 1742 byggdes troligen också dagens trätorn, som ersatte en tidigare klockstapel. Det byggdes även om 1864 (se uppgiften om vindflöjelns årtalsangivning ovan under rubriken ”Tornet”). Sannolikt gällde det då åtminstone en ny huv (med tanke på årtalsangivelsen). Det uppfördes efter en ritningar av Ludvig Hedin.

### Ombyggnaden 1905
Den andra stora ombyggnaden skedde 1905. Kyrkan utvidgades då genom att två korsarmar samt en sakristia byggdes till. Även andra ändringar utfördes, bland annat tillkom en ny orgel. Ritningarna kom från  Adrian Crispin Petersson, vilka något omarbetades av Gustaf Hermansson. Interiören fick en i stort sett helt ny inredning, med ny läktare, nya bänkar, ny kyrkorgel byggd av Eskil Lundén, nytt orgelhus med mera. I korets östfönster insattes en glasmålningen och som altarprydnad sattes ett halvhögt kors upp, vilket åter togs bort 1926.
Tillbyggnaderna uppfördes med en stomme av tegel, vilken anslöts till den äldre stommen av natursten, så att kyrkan idag innehåller medeltida naturstensmurverk i sin västra del, tegelmurverk och naturstensmurverk från 1734-1735 i koret.
Korsarmsgavlarna från 1905 hade ursprungligen mer utarbetade former i enlighet med tidens smak: historiserande stilar med svängda gråmålade murkrön och rundningar som påminde om renässansgavlar, fönsteromfattningar med mera samt utskjutande portalomfattningar. Dessa detaljer förenklades under renoveringarna 1919-1927.

### Reparation 1919 och renovering 1926-1927
Byggnaden renoverades 1926 under ledning av Axel Forssén och Gustaf Ljungman. Tidigare hade putsen fallit av på södra korsarmen, så att teglet under den blev synligt. Fasaden hade därför reparerats redan 1919 av Henrik Kreüger. Renoveringen 1926 innebar att kyrkans egen historia framhävdes mer. Den gamla altaruppsatsen från 1600-talet återinsattes och den liksom predikstolen återfick sin ursprungliga bemålning. Arbetet leddes av konservatorn Sven Gustafsson.
De utsmyckningsdetaljer som tillkommit 1905 förenklades vid restaureringen 1926. Därmed fick främst gavlarna det utseende de har idag, vilket tjänade till att framhäva kyrkans klassicistiska drag.

### Senare ändringar
Centralvärme installerades 1937 varvid ett pannrum byggdes under norra korsarmen. Färgade glas sattes in i korfönstren 1957 och 1968 blästrades fasaden och fick ny puts, samtidigt som tornet målades och en del glas byttes ut i innanfönstren. År 1969-1970 åtgärdades predikstolen av konservatorn Carl Otto Svensson.

### Renoveringen 1999-2000
Vid den senaste renoveringen 1999-2000 under ledning av Magnus Wångblad, omändrades interiören. Man inredde rum under läktaren, och altaret flyttades något längre fram. Altarringen ombyggdes och ett nytt textilskåp och annan förvaring placerades längst bak i kyrkan. Innerväggarnas färgsättning ändrades också och putsen invändigt lagades.
Även kyrkans exteriör renoverades: väggarna putslagades, liksom tornets träfasad och taket lades om. Kyrkan målades delvis om och fönstren fick sin nya karaktäristiska röda färgton. Torndörren i väster ändrades också och fick en ny grå färg. 

## Kyrkogården
Kyrkogården är uppförd i flera plan, förbundna med trappor, och längst upp på kullen ligger kyrkan.

## Bilder

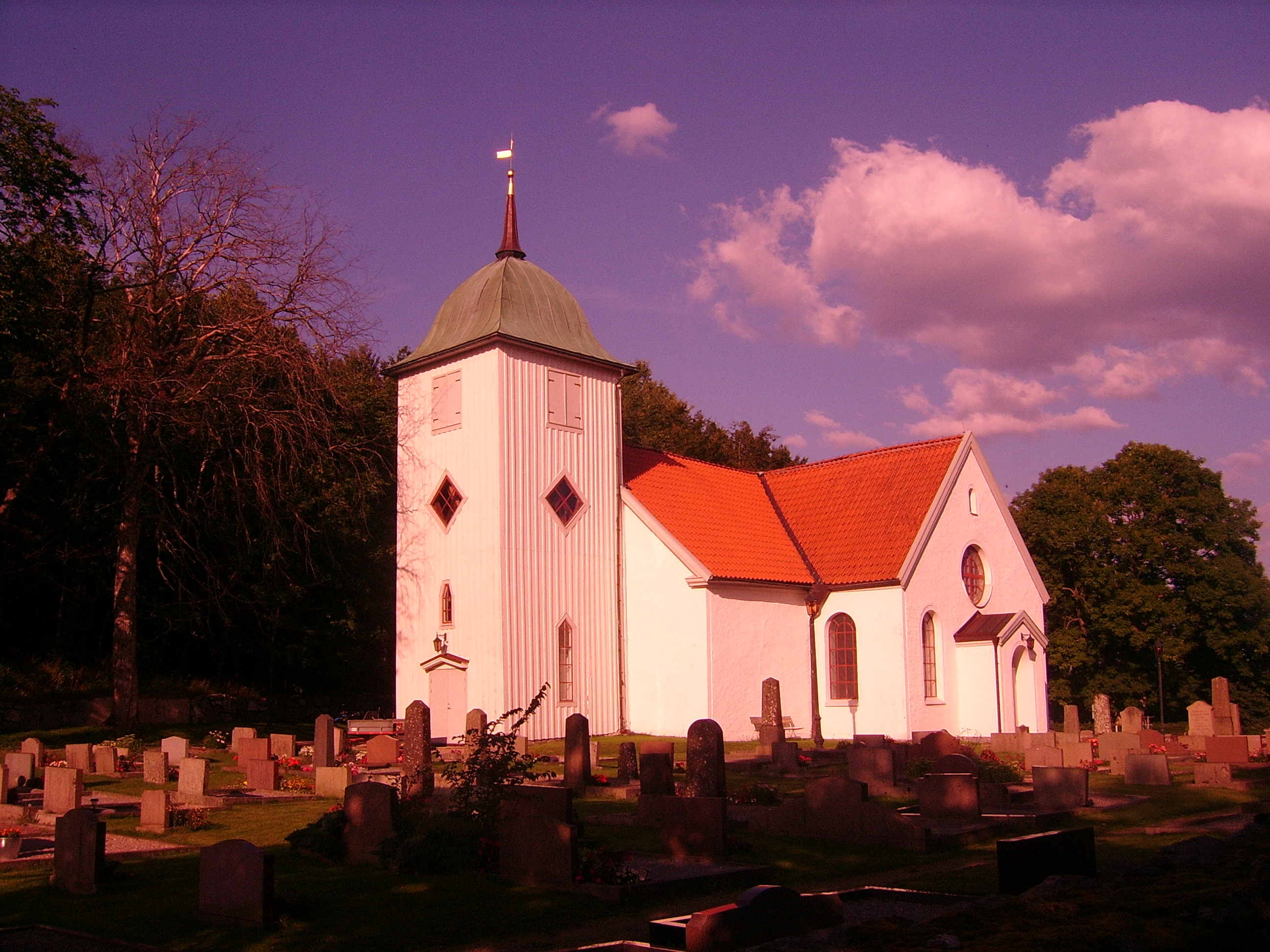
Kyrkan från sydväst
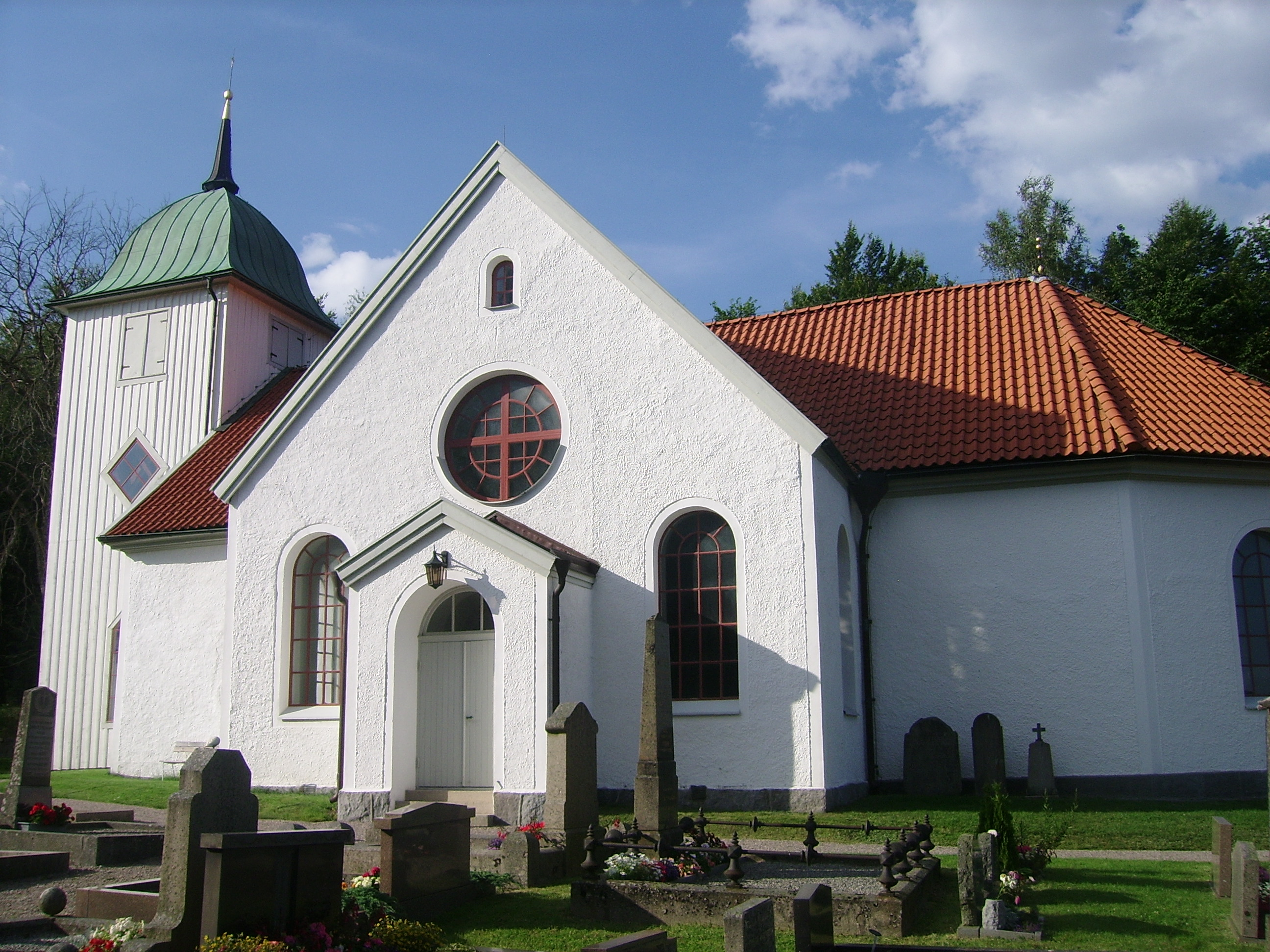
Kyrkan från söder
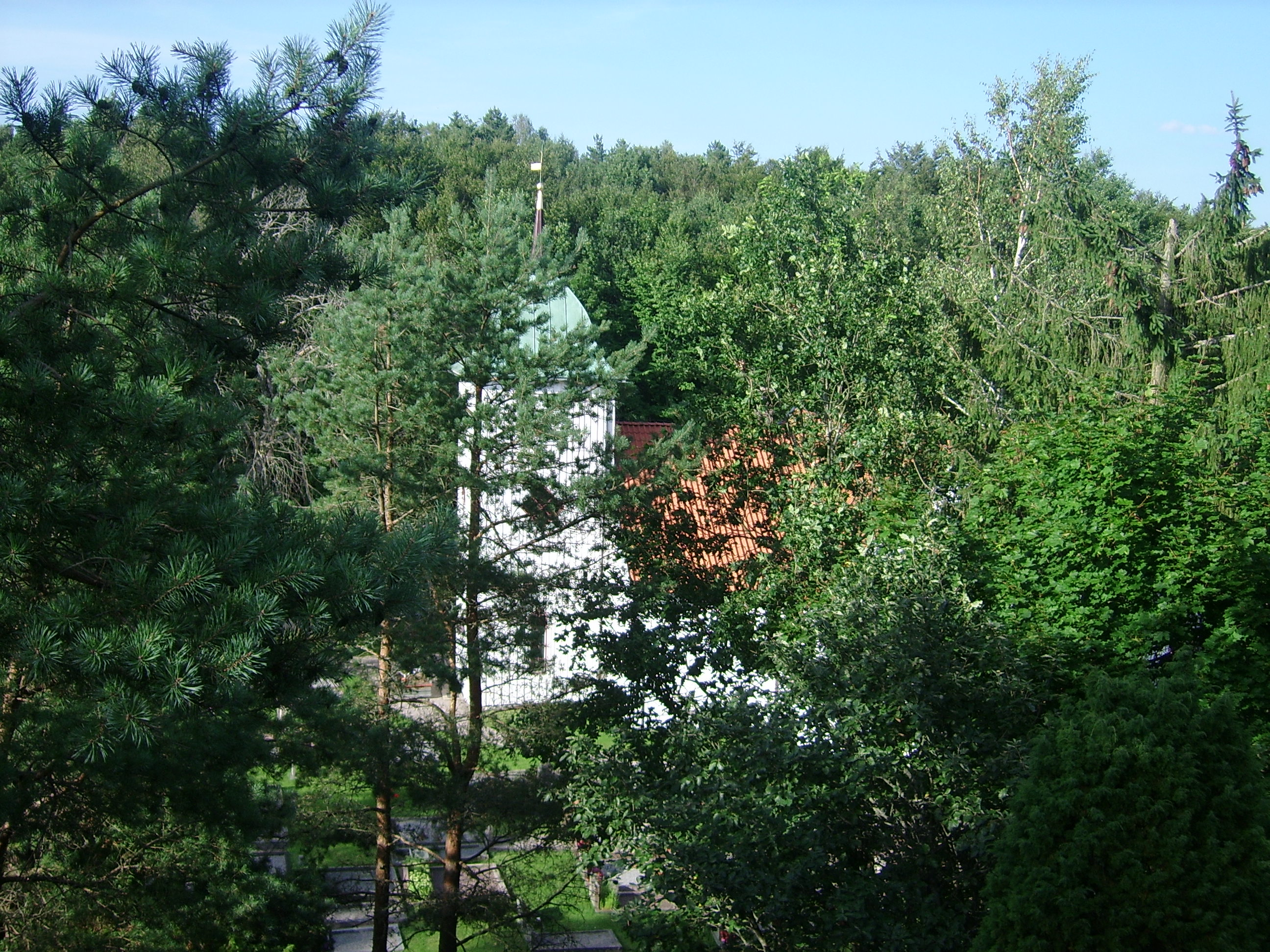
Kyrkan från bergknallen i söder